# Зарожанська сільська рада
Зарожа́нська сільська́ ра́да — адміністративно-територіальна одиниця та орган місцевого самоврядування в Хотинському районі Чернівецької області. Адміністративний центр — село Зарожани.

## Загальні відомості
- Населення ради: 3 284 особи (станом на 2001 рік)

## Населені пункти
Сільській раді були підпорядковані населені пункти:
- с. Зарожани

## Склад ради
Рада складалася з 20 депутатів та голови.
- Голова ради: Тирон Лідія Григроівна
- Секретар ради: Заплітна Світлана Дмитрівна

### Керівний склад попередніх скликань
| Прізвище, ім'я, по батькові | Основні відомості                                                 | Дата обрання | Дата звільнення |
| --------------------------- | ----------------------------------------------------------------- | ------------ | --------------- |
| Тирон Лідія Григорівна      | Сільський голова, 1958 року народження, позапартійна              | 26.03.2006   | 31.10.2010      |
| Тирон Лідія Григроівна      | Сільський голова, 1958 року народження, освіта вища, позапартійна | 31.10.2010   |                 |

Примітка: таблиця складена за даними сайту Верховної Ради України

### Депутати
За результатами місцевих виборів 2010 року депутатами ради стали:

#### За суб'єктами висування
| Суб'єкт висування | Кількість обраних депутатів | %  |
| ----------------- | --------------------------- | -- |
| Партія регіонів   | 13                          | 65 |
| Самовисування     | 7                           | 35 |

#### За округами
| № округу        | Прізвище, ім'я, по батькові     | Дата визнання обраним | Освіта  | Партійна приналежність                        | Відомості про обраного депутата                                                               |
| --------------- | ------------------------------- | --------------------- | ------- | --------------------------------------------- | --------------------------------------------------------------------------------------------- |
| Партія регіонів |                                 |                       |         |                                               |                                                                                               |
| 1               | Руснак Ніна Василівна           | 31.10.2010            | вища    | позапартійна                                  | Зарожанська загальноосвітня школа І-ІІІ ст., вчитель                                          |
| 3               | Бобик Людмила Миколаївна        | 31.10.2010            | вища    | позапартійна                                  | Зарожанська загальноосвітня школа І-ІІІ ст., заступник директора по навчально-виховній роботі |
| 4               | Божек Георгій Васильович        | 31.10.2010            | середня | позапартійний                                 | пенсіонер                                                                                     |
| 6               | Гончар Борис Іванович           | 31.10.2010            | середня | позапартійний                                 | тимчасово не працює                                                                           |
| 8               | Тирон Віктор Сергійович         | 31.10.2010            | середня | позапартійний                                 | тимчасово не працює                                                                           |
| 11              | Клевець Василь Олександрович    | 31.10.2010            | середня | позапартійний                                 | приватний підприємець                                                                         |
| 13              | Гуцул Валентина Степанівна      | 31.10.2010            | вища    | позапартійна                                  | Зарожанська сільська рада, головний бухгалтер                                                 |
| 14              | Никорюк Григорій Феодосійович   | 31.10.2010            | середня | позапартійний                                 | тимчасово не працює                                                                           |
| 15              | Турецький Віктор Васильович     | 31.10.2010            | середня | позапартійний                                 | тимчасово не працює                                                                           |
| 16              | Заплітна Світлана Дмитрівна     | 31.10.2010            | вища    | позапартійна                                  | Зарожанська сільська рада, секретар                                                           |
| 17              | Никифорчук Микола Володимирович | 31.10.2010            | вища    | член Партії регіонів                          | Зарожанський сільський будинок культури, директор                                             |
| 18              | Главацький Олександр Григорович | 31.10.2010            | середня | позапартійний                                 | тимчасово не працює                                                                           |
| 20              | Гуцул Руслан Іванович           | 31.10.2010            | вища    | позапартійний                                 | ПП Вятрович В. І., охоронець                                                                  |
| Самовисування   |                                 |                       |         |                                               |                                                                                               |
| 2               | Карвацька Людмила Олександрівна | 31.10.2010            | вища    | позапартійна                                  | Недобоївецька амбулаторія загальної практики — сімейної медицини, акушер                      |
| 5               | Гончар Лідія Феофанівна         | 31.10.2010            | вища    | позапартійна                                  | Зарожанська сільська рада, землемір                                                           |
| 7               | Бабин Сніжана Вікторівна        | 31.10.2010            | середня | член Комуністичної партії України             | тимчасово не працює                                                                           |
| 9               | Закордонець Світлана Василівна  | 31.10.2010            | середня | позапартійна                                  | тимчасово не працює                                                                           |
| 10              | Пирог Майя Василівна            | 31.10.2010            | вища    | позапартійна                                  | Зарожанська сільська дільнична лікарня, лікар-педіатор                                        |
| 12              | Мельничук Оксана Василівна      | 31.10.2010            | вища    | позапартійна                                  | приватний підприємець                                                                         |
| 19              | Івасюк Людмила Романівна        | 31.10.2010            | вища    | член Всеукраїнського об'єднання «Батьківщина» | Зарожанська сільська рада, касир                                                              |